# Lidzija Jurkowa
Lidzija Witaljeuna Jurkowa, z domu Okała-Kułak (biał. Лідзія Вітальеўна Юркова (Окала-Кулак), ur. 15 stycznia 1967 w Mohylewie) – białoruska lekkoatletka, płotkarka, medalistka mistrzostw Europy i olimpijka.

## Osiągnięcia sportowe
Do czasu rozpadu Związku Radzieckiego startowała w reprezentacji tego kraju i w niej odniosła największe sukcesy. Startując pod panieńskim nazwiskiem zdobyła srebrny medal w sztafecie 4 × 100 metrów i brązowy medal w biegu na 100 metrów przez płotki na mistrzostwach Europy juniorów w 1985 w Chociebużu. Zajęła 7. miejsce w biegu na 100 metrów przez płotki na uniwersjadzie w 1987 w Zagrzebiu. Na kolejnej uniwersjadzie w 1989 w Duisburgu wywalczyła srebrny medal w tej konkurencji, przegrywając tylko z Monique Éwanjé-Épée z Francji, a wyprzedzając Claudię Żaczkiewicz z Republiki Federalnej Niemiec. Już pod nazwiskiem Jurkowa zajęła 4. miejsce na tym dystansie na igrzyskach dobrej woli w 1990 w Seattle.
Zdobyła brązowy medal w biegu na 100 metrów przez płotki na mistrzostwach Europy w 1990 w Splicie, przegrywając jedynie z Monique Éwanjé-Épée i  Glorią Siebert z Niemieckiej Republiki Demokratycznej. Zajęła 2. miejsce w tej konkurencji w Finale Grand Prix IAAF w 1990 w Atenach (w punktacji całego cyklu zajęła 3. miejsce). Zajęła 4. miejsce w biegu na 60 metrów przez płotki na halowych mistrzostwach świata w 1991 w Sewilli.
Jako reprezentantka Białorusi odpadła w eliminacjach biegu na 100 metrów przez płotki na mistrzostwach Europy w 1994 w Helsinkach i w półfinale tej konkurencji na mistrzostwach świata w 1995 w Göteborgu. Zajęła 2. miejsce w biegu na 100 metrów przez płotki w zawodach Superligi pucharu Europy w 1996 w Madrycie. Odpadła w ćwierćfinale na tym dystansie na igrzyskach olimpijskich w 1996 w Atlancie i w półfinale biegu na 60 metrów przez płotki na halowych mistrzostwach świata w 1997 w Paryżu.
Była mistrzynią ZSRR w biegu na 100 metrów przez płotki w 1989, wicemistrzynią w tej konkurencji w 1990 oraz brązową medalistką w hali w biegu na 60 metrów przez płotki w 1990. Była mistrzynią Białorusi w biegu na 100 metrów przez płotki w 1994 i 1995.

## Rekordy życiowe
Rekordy życiowe Jurkowej:
- bieg na 100 metrów przez płotki – 11,66 s (5 lipca 1990, Kijów), były rekord Białorusi[17]
- bieg na 60 metrów przez płotki (hala) – 7,86 s (4 lutego 1990, Czelabińsk)